# Pycnogonum panamum
Pycnogonum panamum is een zeespin uit de familie Pycnogonidae. De soort behoort tot het geslacht Pycnogonum. Pycnogonum panamum werd in 1942 voor het eerst wetenschappelijk beschreven door Hilton. 